# Xanadu (Tytan)

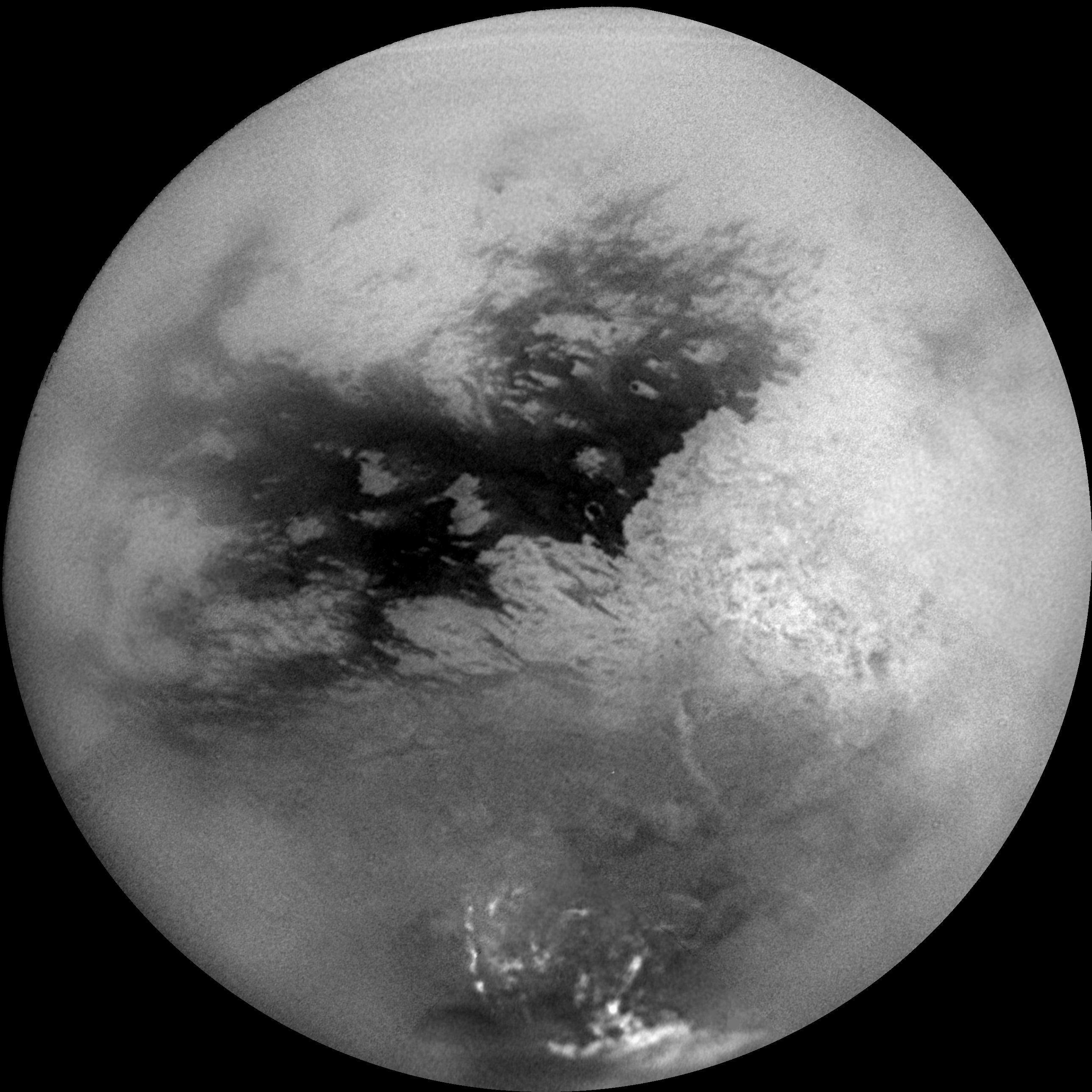
Xanadu to jasny obszar na prawo od centrum zdjęcia

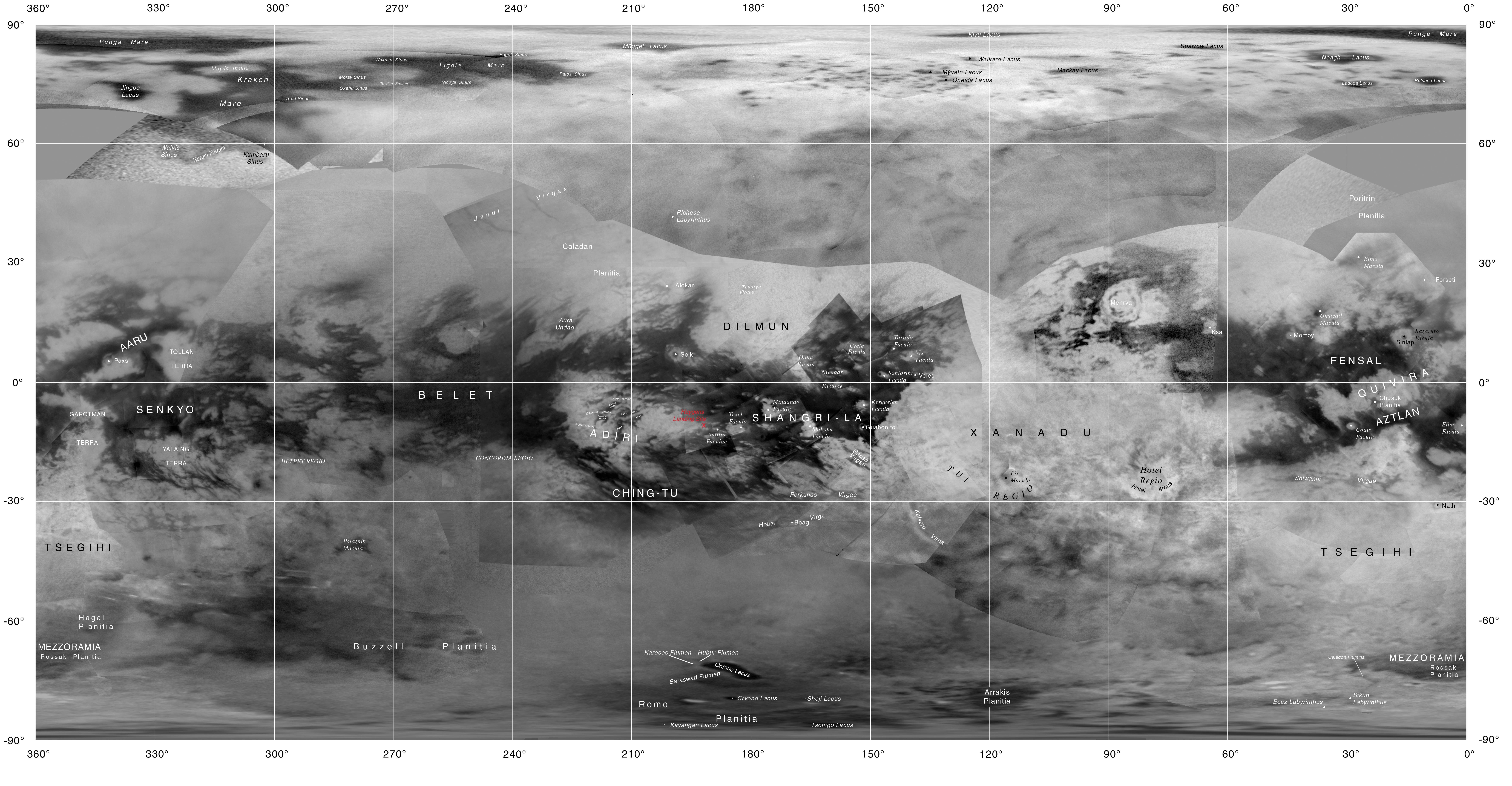
Xanadu na mapie głównych obszarów Tytana

Xanadu – jasny obszar na powierzchni Tytana, księżyca Saturna. Leży w pobliżu równika księżyca, od zachodu i wschodu sąsiadują z nim ciemne pola wydm. Centrum Xanadu znajduje się na współrzędnych 15°S 100°W. Nazwa obszaru pochodzi od magicznej krainy z poematu Kubla Chan Samuela Coleridge’a. Ma on wielkość kontynentu, średnica obszaru Xanadu to 3400 km.
Przy obserwacjach w podczerwieni w części Xanadu została zauważona ogromna, kolista struktura, która nie wyróżnia się pod względem rzeźby terenu; jej centrum jest położone nieco niżej niż otaczający teren. Zdaniem części uczonych pracujących przy misji Cassini-Huygens jest to palimpsest, pozostałość gigantycznego basenu uderzeniowego, zdeformowanego przez procesy geologiczne, w tym relaksację zdeformowanej powierzchni i erozję.